# Мосетоа
Мосетоа (англ. Mosetoa) — одна з місцевих громад, що розташована в районі Таба-Цека, Лесото. Населення місцевої громади у 2006 році становило 7 264 особи.